# 羅斯山 (卡爾文德爾山脈)
47°20′22″N 11°26′31″E / 47.33944°N 11.44194°E

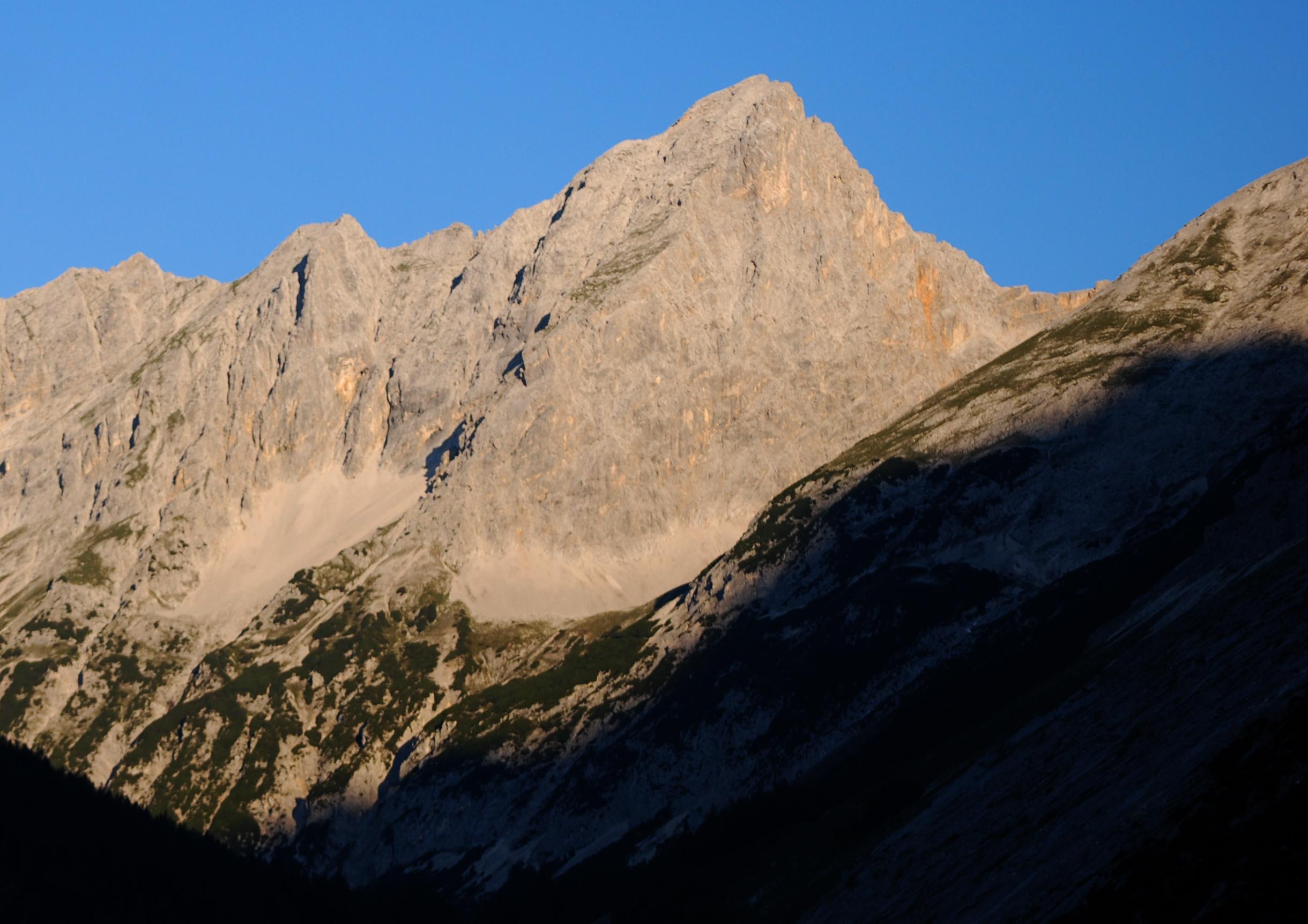

羅斯山（德語：Rosskopf），是奧地利的山峰，位於該國西部，由蒂羅爾州負責管轄，屬於卡爾文德爾山脈的一部分，海拔高度2,670米，人類在1870年6月14日首次登頂。